# (4713) Steel
(4713) Steel ist ein Asteroid des inneren Hauptgürtels, der am 26. August 1989 vom britisch-australischen Astronomen Robert McNaught am Siding-Spring-Observatorium (IAU-Code 413) entdeckt wurde.
Der Asteroid wurde nach dem britischen Astronomen Duncan I. Steel benannt.